# La Victoria, Zacatecas
La Victoria är en ort i Mexiko.   Den ligger i kommunen Loreto och delstaten Zacatecas, i den centrala delen av landet, 400 km nordväst om huvudstaden Mexico City. La Victoria ligger 2 030 meter över havet och antalet invånare är 210.
Terrängen runt La Victoria är huvudsakligen platt, men österut är den kuperad. Runt La Victoria är det ganska tätbefolkat, med 80 invånare per kvadratkilometer. Närmaste större samhälle är Loreto, 5,9 km sydost om La Victoria. Trakten runt La Victoria består till största delen av jordbruksmark.